# Hondeklipbaai
Hondeklipbaai is een vissersdorpje gelegen in de gemeente Kamiesberg in de regio Namakwaland in de Zuid-Afrikaanse provincie Noord-Kaap. Het ligt 86 km noordwestelijk van Garies en 108 km zuidwestelijk van Springbok aan de westkust van Zuid-Afrika aan de Atlantische Oceaan. De monding van de Spoegrivier ligt ongeveer 18 km zuidelijker aan de kust, gerekend van af Hondeklipbaai. Vandaag de dag is het plaatsje een populaire vakantiebestemming en wordt gebruikt als haven voor de visserij en de diamantindustrie uit Kleinzee.

## Geschiedenis
Het dorp en de haven zijn gesticht in 1846 als uitvoerhaven voor de kopermijn in Okiep. Hondeklipbaai werd echter, als uitvoerhaven van koper, later ingehaald door Port Nolloth, die een beschermerhaven had en bovendien een spoorlijn. 
Het dorpje is genoemd naar een vijf meter hoge klip die leek op een zittende hond, totdat de kop er door een bliksemschicht werd afgeslagen. De kreeftfabriek werd inmiddels gesloten nadat de kreeftpopulatie drastisch was afgenomen en de kreeftvisserij commercieel niet meer lonend was. In de omgeving van het dorpje zijn grotten aanwezig van archeologisch belang.

## Scheepswrakken
Er zijn 2 scheepswrakken nabij het dorp:
- Aristea, 1945
- Jahleel, 2003